# Jien
Jien (jap. 慈円; ur. 17 maja 1155, zm. 28 października 1225) – japoński mnich szkoły tendai, jeden z najbardziej wyróżniających się mnichów tej tradycji, wybitny poeta i historyk. Znany także pod pośmiertnym imieniem Jichin (慈鎮).

## Życiorys
Urodził się w arystokratycznej rodzinie Fujiwarów. Jego ojcem był Tadamichi Fujiwara (1097–1164), dziadkiem – Tadazane Fujiwara (1078–1162), a stryjem – Yorinaga Fujiwara (1120–1156). Jego bratem był Kanezane Kujō (1149–1207). Ojciec pełnił najwyższe urzędy w cesarskim rządzie. Tak jak i jego ojciec (Tadazane) był regentem (w latach 1121-1158)  (jap. sesshō, kampaku) i kanclerzem (jap. daijō daijin). W 1162 r. został mnichem buddyjskim i zmarł w dwa lata później.
Matką była pani Kaga, córka Nakamitsu Fujiwary, która zmarła, gdy Jien miał 2 lata. Został wychowany przez wdowę po Tsunesadzie Fujiwarze, która była znana jako Mniszka Yama’i lub "Mniszka, która wychowała Małego Mnicha". Przed śmiercią przekazała Jienowi cztery nieruchomości, aby dochód z nich został przeznaczony na modlitwy za jej duszę.
W 1165 r. Jien zamieszkał w Shōren-in w dzielnicy Awataguchi w Kioto. W czasie, gdy przebywał tam Jien, była prowadzona przez mnicha-księcia Kakukaia (1134-1181), syna cesarza Toby i od 1177 r. głównego opata Enryaku-ji. Jien przyjął imię Dōkai (jap. hōmyō, imię religijne) i dopiero około 1181 r. (a więc po 16 latach) zmienił je na Jien.
W wieku 13 lat, a więc w 1167 r. Jien wziął udział w ceremonii tonsurowej prowadzonej przez Myōuna. Jego wysokie pochodzenie gwarantowało mu, że otrzyma wiele honorowych kapłańskich rang. Był więc Mistrzem Ceremonii Abhiszeki (isshin ajari) i Oka Prawa (hōgen) w wieku szesnastu lat (1170 r.), Pieczęci Prawa w wieku 27 lat (1181 r.), Arcybiskupem Pomocniczym (jap. gonsōjō) w wieku 38 lat (1192 r.) i Wielkim Arcybiskupem (jap. daisōjō) w wieku 49 lat (1203 r.). Oprócz tego piastował wiele urzędów administracyjnych. Był Dworskim Kapłanem (jap. gojisō) dla cesarza Go-Toby w latach 1192-1196 oraz głównym opatem kilku klasztorów, m.in. Shitennō-ji (w Naniwie), Byōdō-in (w Uji) i oczywiście Enryaku-ji na górze Hiei.
W 1181 r. Jien przekazał wskazania 9-letniemu Shinranowi (1173-1262) podczas ceremonii w Shōren-in.
Po raz pierwszy został opatem Enryaku-ji w 1192 r., lecz cztery lata później stracił to stanowisko, gdy jego brat Kanezane został usunięty ze stanowiska kanclerza. Ponownie został wyznaczony opatem Enryaku-ji w 1201 r., jednak po roku musiał ustąpić. W 1201 r. były cesarz Go-Toba uczynił Jiena Kolegą (jap. yoriudo) w nowo ustanowionym Biurze Poezji (jap. Wakadokoro) wraz z dziesięcioma innymi, m.in. Shunzeiem, Teiką (1162-1124), Yoshitsunem (synem Kanezane) i Jakurenem (1139-1202, właśc. Sadanaga Fujiwara). Komisja wewnętrzna złożona z sześciu z nich wydała w 1206 r. zbiór poetycki Shinkokinshū (Nowy zbiór ze starych i nowych czasów), w którym znalazło się 91 wierszy Jiena (więcej, bo 94, miał tylko Saigyō).
Jien był czterokrotnie wyznaczany opatem Enryaku-ji i w końcu także stał się Daisōjō (大僧正) – liderem szkoły tendai.

## Jien jako pisarz
Jien czuł się obrońcą rodu (Kujō) Fujiwarów i napisał innowacyjną historię Japonii Gukanshō (1219 r., Rozmaitość ignoranckich poglądów). Była to pierwsza próba spojrzenia na japońską historię jako przejawienia pewnych z góry określonych zasad. Jien uzasadniał w niej, że Yoritsune Kujō (1218-1256) został przeznaczony przez bogów do panowania w Japonii w imieniu cesarza jako siogun w celu odparcia nieuniknionego rozpadu instytucji społecznych podczas okresu mappō (Upadku Prawa).
Był także płodnym i szanowanym poetą. Jego prywatny zbiór wierszy Shūgyokushū (Kolekcja zebranych klejnotów) liczy ich ok. 6000; przeważnie są to wiersze typu waka. Jednak nie znalazły się w tym zbiorze liczne wiersze z cesarskich antologii i konkursów poetyckich. Głównym patronem wszelkich poetyckich działań w tym okresie był cesarz Go-Toba (1180-1239, pan. 1183-1198), który tak ocenił jego poezje: "w swoich najlepszych wierszach nie jest gorszy od innych znakomitych poetów".
Teika Fujiwara pod koniec swojego życia przygotował Shinchokusenshū (Nowa imperialna kolekcja), która była ostatnią już cesarską antologią w tzw. Średnim klasycznym okresie (1100-1241). W zbiorze tym znalazło się 28 wierszy Jiena.
W 1251 r. syn Teiki - Tameie (1198-1275), przygotował nowy zbiór poetycki Shokugosenshū (Kontynuacja ostatniego zbioru), który był pierwszą antologią Późnego klasycznego okresu (1241-1350). Wiersze podpisano pośmiertnym tytułem Jiena - Jichin, a pełny podpis brzmiał "Były wielki arcybiskup Jichin".      
W co najmniej piętnastu cesarskich antologiach poetyckich ukazały się 254 wiersze Jiena.

## Szkołatendai
- Daosui z klasztoru Longxing w Taizhou
  - Saichō (767-822)
    - Gishin (781-833)
      - Enchin (814-891)

    - Encho (771-836)
      - Ennin (794-864)
        - Genshō (844)-917)
        - Henjō (817-890)
          - Annen (841-915)

        - ?
          - Enshō (880-964)
            - Kūya (903-972)

Linia Ennina
- - ?
    - ?
      - Jōshin? (zm. 1158)
        - Kakukai? (1134–1181)
          - Jien (1155–1225)
            - Shinran (1173–1262)
            - Kōen (1168–1235)
              - Dōgen Kigen (1200–[1253)